# 第一裝甲軍 (美國)
第一装甲军（英語：I Armored Corps）是美國陸軍在第二次世界大戰時期建立的軍級部隊，1942年11月在喬治·巴頓少將的率領下登陸法屬北非摩洛哥。1943年7月，第一装甲军改組為美国第七集团军投入哈士奇行動。

## 歷史
第一装甲军於1940年7月在肯塔基州諾克斯堡成立，由小阿德納·霞飛少將擔任指揮官，同年11月由查爾斯·史考特少將接任。
1942年1月喬治·巴頓少將接任指揮官，第一装甲军於同年9月重新指定為西方特遣部隊（Western Task Force），改名是為了欺敵以準備投入火炬行動，11月在法屬北非摩洛哥卡薩布蘭加附近登陸，是第一支進入歐洲戰場對抗德國的美國軍隊。
1943年1月，西方特遣部隊重新命名為第一装甲军。1943年3月，由於劳埃德·弗雷登道尔少將在凱賽林隘口戰役失利後而被解職，喬治·巴頓被重新分配指揮第二军，並晉升為中將。1943年4月，喬治·巴頓恢復為第一装甲军指揮官，策劃入侵西西里島，第一装甲军於同年7月改編為美国第七集团军。